# Siriella denticulata
Siriella denticulata är en kräftdjursart som först beskrevs av Thomson 1880.  Siriella denticulata ingår i släktet Siriella och familjen Mysidae. Inga underarter finns listade i Catalogue of Life.